# 刘继威
刘继威（9世纪—912年），唐朝末年至五代十国深州（今河北省深州市）人，燕王刘仁恭的孙子，燕帝刘守光的儿子。
909年，刘守光击败他哥哥义昌军节度使刘守文。九月，刘守光派遣自己的儿子中军兵马使刘继威安抚沧州官吏平民。九月十六日，委任刘继威为义昌留后。910年正月初四，刘守文的儿子刘延祚力量已尽，出城投降。当时刘继威年龄尚小，刘守光派大将张万进、周知裕辅佐他镇守沧州，把刘延祚及其部下送归幽州，杀灭吕兖的全族，释放孙鹤。五月十一日，后梁任命刘继威为义昌节度使。
义昌节度使刘继威年轻，荒淫暴虐很像其父刘守光。912年三月，刘继威在都指挥使张万进家淫乱，张万进大怒杀死刘继威。第二天，张万进自称义昌留后，委任周知裕为左都押牙。三月二十一日，张万进派遣使者向梁太祖朱温进表请求归降，三月二十二日，后梁任命张万进为义昌留后。三月二十五日，改义昌为顺化军，任命张万进为顺化节度使。